# Jezioro Sławianowskie Wielkie
Jezioro Sławianowskie Wielkie – jezioro w woj. wielkopolskim, na terenie dwóch gmin Złotów i Łobżenica, które należą do dwóch powiatów: pow. złotowskiego i pow. pilskiego, w gminie Łobżenica, leżące na terenie Pojezierza Południowokrajeńskiego.

## Hydronimia
Według urzędowego spisu opracowanego przez Komisję Nazw Miejscowości i Obiektów Fizjograficznych (KNMiOF) opublikowanego przez Główny Urząd Geodezji i Kartografii (GUGiK) i udostępnionego na stronach Komisja Standaryzacji Nazw Geograficznych (KSNG) nazwa tego jeziora to Jezioro Sławianowskie Wielkie. W różnych publikacjach i na mapach topograficznych jezioro to występuje pod nazwą Wielkie, Sławianowskie bądź też Mieczowe lub Krzyżowe.

## Morfometria
Powierzchnia zwierciadła wody według różnych źródeł wynosi od 269,0 ha przez 276,0 ha
do 277,6 ha.
Zwierciadło wody położone jest na wysokości 100,8 m n.p.m. lub 101,2 m n.p.m.. Średnia głębokość jeziora wynosi 6,6 m, natomiast głębokość maksymalna 15,0 m.
W oparciu o badania przeprowadzone w 2002 roku wody jeziora zaliczono wody jeziora zaliczono do III klasy czystości i II kategorii podatności na degradację. W 1996 roku wody jeziora zaliczono do III klasy czystości.

## Charakterystyka
Jezioro jest połączone strugami z jeziorem Moczadła i Ostrowitym. Powierzchnia zlewni całkowitej (z jeziorem) to 103,6 km².
Brzegi jeziora są płaskie, słabo rozwinięte. Zbiornik otoczony jest wąskim pasem drzew mieszanych, poza którymi rozciągają się tereny rolnicze. Miejscowości usytuowane na obrzeżach zbiornika to: Sławianowo, Bługowo, Buntowo, Wiktorówko, Kunowo i Walentynowo.
Pod względem rybackim jezioro zaliczane jest do typu leszczowego. Występujące gatunki ryb to między innymi: płoć, okoń i węgorz.